# Xenochromis hecqui
Xenochromis hecqui – rzadki gatunek słodkowodnej ryby z rodziny pielęgnicowatych (Cichlidae); jedyny przedstawiciel rodzaju Xenochromis, czasami umieszczany w rodzaju Perissodus. Hodowany w akwariach.

## Występowanie
Endemit jeziora Tanganika w Afryce Wschodniej.

## Opis
Osiągają w naturze do 30 cm długości. Żywią się łuskami innych ryb, w ich żołądkach znaleziono też widłonogi.
| Zalecane warunki w akwarium | Zalecane warunki w akwarium |
| --------------------------- | --------------------------- |
| Zbiornik                    | średni                      |
| Temperatura wody            | 24–27 °C                    |
| Twardość wody               | twarda 8–25°n               |
| Skala pH                    | 7,3–8,8                     |
| Pokarm                      |                             |